# Yebra de Basa
Yebra de Basa è un comune spagnolo di 161 abitanti situato nella comunità autonoma dell'Aragona.

Fa parte della comarca dell'Alto Gállego.